# Abbaye Notre-Dame de Gaussan
Pour les articles homonymes, voir Abbaye Notre-Dame et Notre-Dame.
L'abbaye Notre-Dame de Gaussan est un ancien prieuré bénédictin, puis abbaye, de la congrégation de Solesmes situé à Bizanet dans l'Aude.

## Historique
Le monastère est une ancienne grange fortifiée, datant du XIIIe siècle, dépendante des moines cisterciens de l'abbaye de Fontfroide depuis le XIIe siècle. 
La grange est vendue comme bien national en 1791. Au XIXe siècle, elle appartient au sénateur Charles Lambert de Sainte-Croix qui la transforme en château néogothique. Elle est rendue à la vie monastique en 1994 avec l'installation d'une dizaine de moines venus de l'abbaye Notre-Dame de Fontgombault. L'ancienne grange des moines cisterciens devient monastère et à partir de juillet 2004, abbaye. La communauté vit du travail de six hectares de vignes et d'un troupeau de chèvres pour la confection de fromages.
Après une réflexion en communauté pour trouver un lieu plus isolé et plus propice à la vie contemplative, il est décidé en 2005 de déménager. En novembre 2007, certains de ses moines sont envoyés s'installer à Carcanières en Ariège et construisent progressivement l'abbaye Notre-Dame de Donezan. Ils vivent d'un troupeau d'une vingtaine de vaches laitières.

## Installation en montagne
Appartenant à la congrégation de Solesmes, l'abbaye avait gardé les traditions liturgiques grégoriennes, et profité de l'indult de 1988 concernant la forme tridentine du rite romain ; elle dépendait à ce titre de la commission Ecclesia Dei.
La communauté de cette abbaye s’est transférée en 2008 dans le Donezan, en Ariège, et se nomme désormais abbaye Notre-Dame de Donezan. Il ne demeure plus qu'une petite permanence à Gaussan.

## Articles connexes

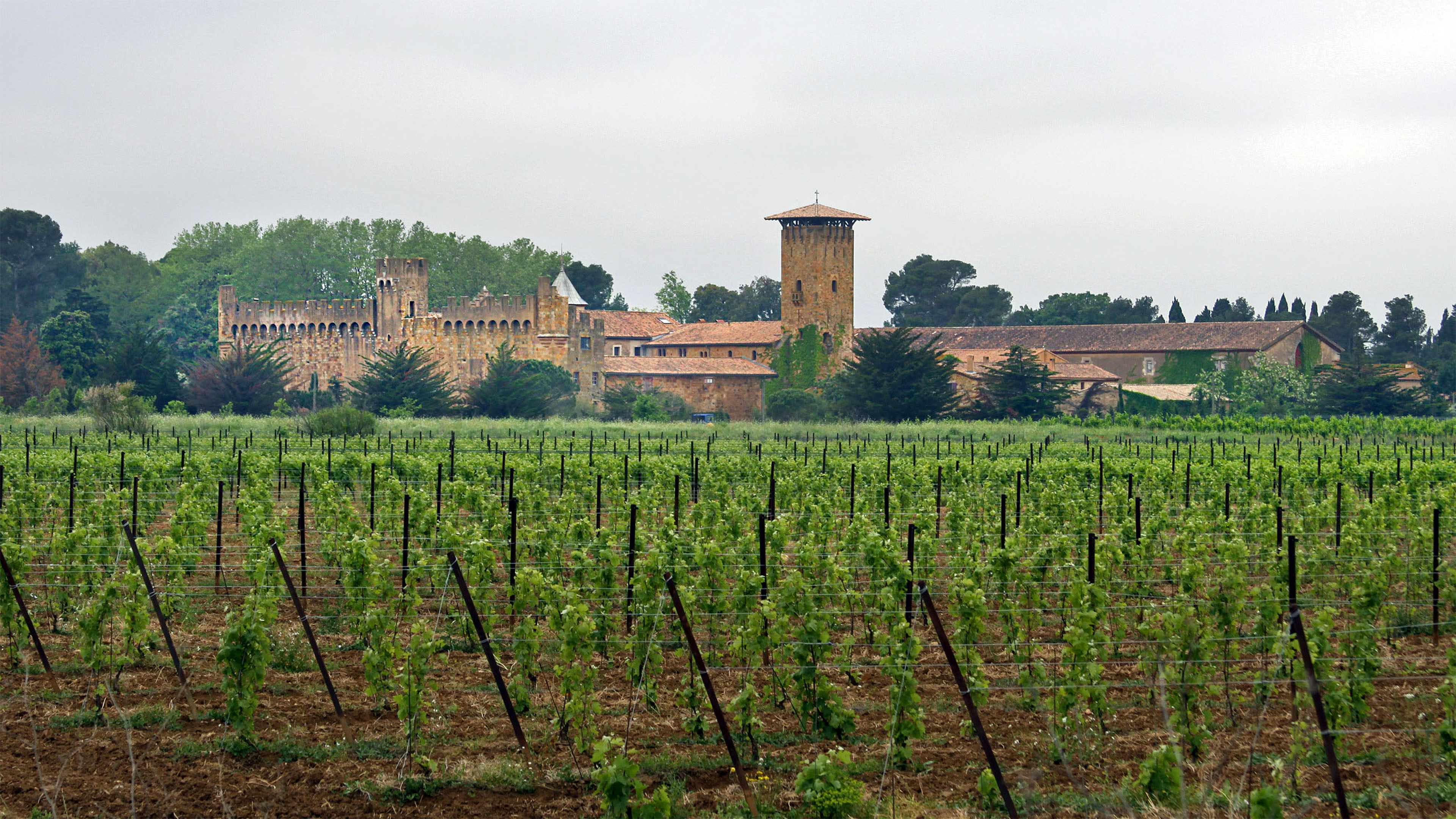